# Claude-Adrien Helvétius
Claude-Adrien Helvétius (París, Francia, 26 de enero de 1715 - ibidem, 26 de diciembre de 1771) y en ocasiones castellanizado como Claudio Adrián Helvecio, fue un filósofo francés cuyo verdadero nombre fue Claude-Adrien Schweitzer. Comparte el sobrenombre Helvétius ('Helvético, Suizo') con su abuelo, el célebre alquimista Johann Friedrich Schweitzer (1630–1709).

## Biografía

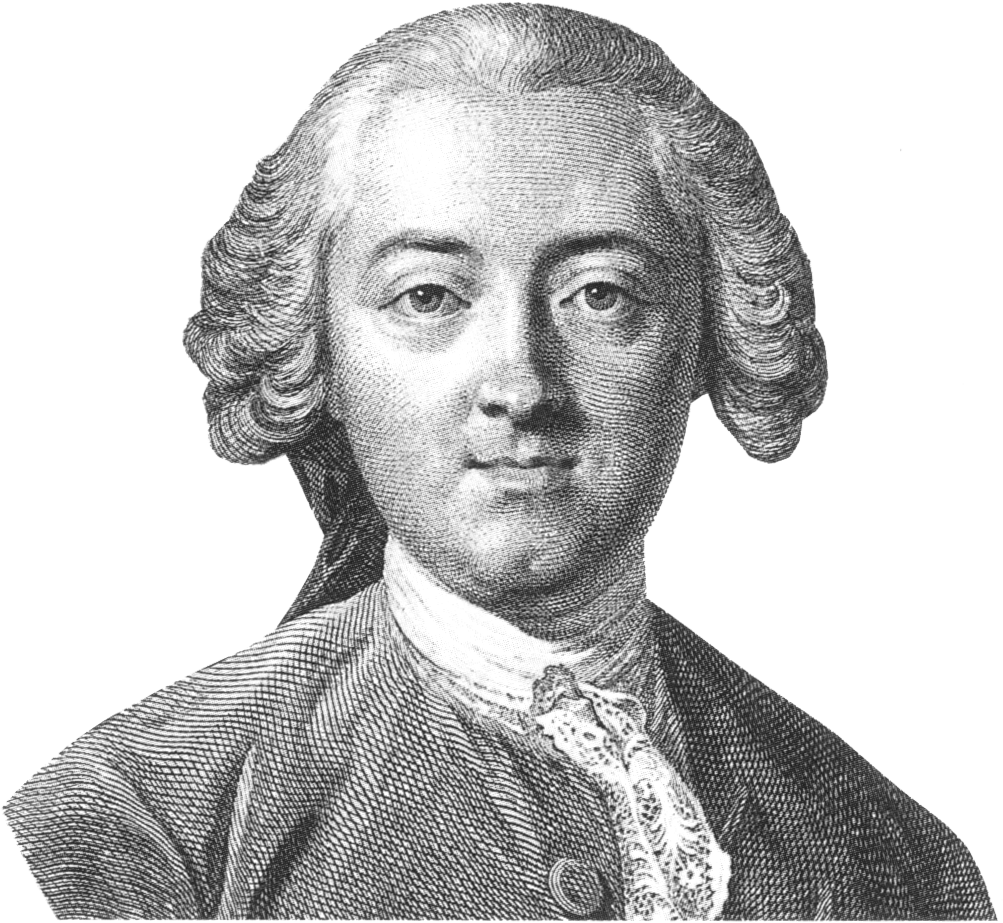
Helvétius según un grabado de Augustin de Saint-Aubin.

Descendía de una familia de médicos y su nombre original era Schweitzer, latinizado como Helvétius. Su abuelo Johann Friedrich Schweitzer introdujo el uso medicinal de la ipecacuana; su padre fue primer médico de la reina María Leszczynska de Francia. Estudió con los jesuitas y fue preparado para una carrera financiera, pero ocupaba el tiempo haciendo versos; pasados los veinte era ya ferme générale, un puesto magníficamente retribuido; y se casó con la lorenesa Anne-Catherine de Ligniville, anfitriona del famoso salón literario que mantuvieron los esposos, la llamada Sociedad de Auteuil, a la que concurrió prácticamente todo lo más granado de las artes, las ciencias y la cultura de la Francia ilustrada.
A los treinta y tres años (1751) ocupó un puesto también muy codiciado como mayordomo de la reina (100.000 coronas al año). Imbuido de la filosofía del materialismo, leyó el Ensayo sobre el intelecto humano del empírico John Locke con entusiasmo y adoptó teorías muy parecidas a las de Condillac; según Helvecio, todas las ideas tienen su origen en sensaciones y estas son simplemente afecciones de los sentidos; pero Helvecio insiste en algo que le interesa más: su sensacionismo es solo un punto de partida para una doctrina ética y política; quería aplicar el empirismo de Locke al campo moral y social. 
Participó además en la Enciclopedia de Denis Diderot y D'Alembert.[cita requerida]
Como presupuesto general afirma el valor supremo del interés, que puede ser definido como un impulso hacia la obtención del placer y la eliminación del dolor y que procura los placeres más grandes y elevados, es decir la mayor felicidad. Este interés es en el individuo tan fuerte que sin él no puede entenderse ninguno de sus actos, y no es algo espiritual, sino que en tanto que viene de los sentidos, es algo externo.
Para Helvétius, los hombres buscan, por necesidad, la satisfacción de sus propios intereses egoístas. Bueno es entonces lo que supone útil para satisfacerlos; empero, existe el problema de equilibrar los distintos intereses personales con el interés general, muchas veces enfrentados por legislaciones defectuosas. Se trata entonces de lograr el mayor bien del mayor número. Esto se consigue con leyes apropiadas, ya que Helvétius sostiene que «los vicios de un pueblo están siempre escondidos en el fondo de su legislación». Es lícito y preciso controlar y educar este interés individual, en tanto que es algo externo, en beneficio de otro tipo de interés, el interés general.
Determinar lo bueno para todos y cada uno corresponde al legislador, a cuyo cargo está, en consecuencia, establecer la moralidad o inmoralidad de los intereses y de las acciones. En otras palabras, su tarea consiste en obligar a cada hombre, utilizando el sentimiento de amor a sí mismo, esto es, su egoísmo, a ser justo con los demás para lograr el perfecto equilibrio social. Esto se logra sobre todo con leyes capaces de hacer felices a los ciudadanos procurándoles el mayor número posible de placeres compatibles con el bien público. Por eso es considerado uno de los precursores de una de las tendencias que influirán decididamente no solo en el pensamiento jurídico-político de ese momento, sino en concepciones posteriores, como el utilitarismo.

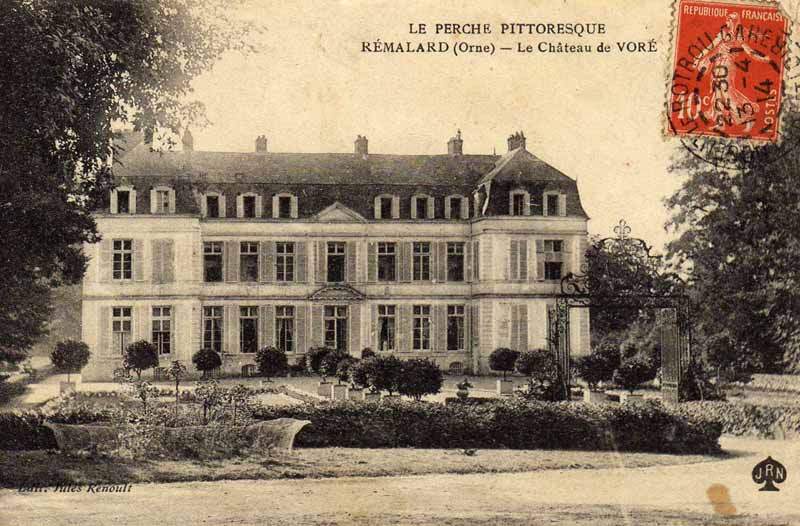
Castillo de Voré, cerca de Rémalard (Collines des Perches, Loir-et-Cher).

Sus principales obras son De l'Esprit (Del espíritu, 1758), que fue condenado por el Parlamento de París, la Sorbona y el clero, además de ser quemado públicamente en París, y De l'Homme, de ses facultés et de son éducation (Del hombre, de sus facultades y de su educación, publicada póstumamente en 1772), Le vrai sens du système de la Nature (El verdadero sentido del Sistema de la Naturaleza, 1774); Les progrès de la raison dans la recherche du vrai (Los progresos de la razón en la investigación de lo verdadero, 1775). Sus obras completas en siete volúmenes se imprimieron en 1774 y en cinco volúmenes en 1784; en catorce en 1795 (republicadas en siete volúmenes en 1969 y años siguientes con prefacio de Yvon Belaval).

## Filosofía

### De l'esprity su recepción

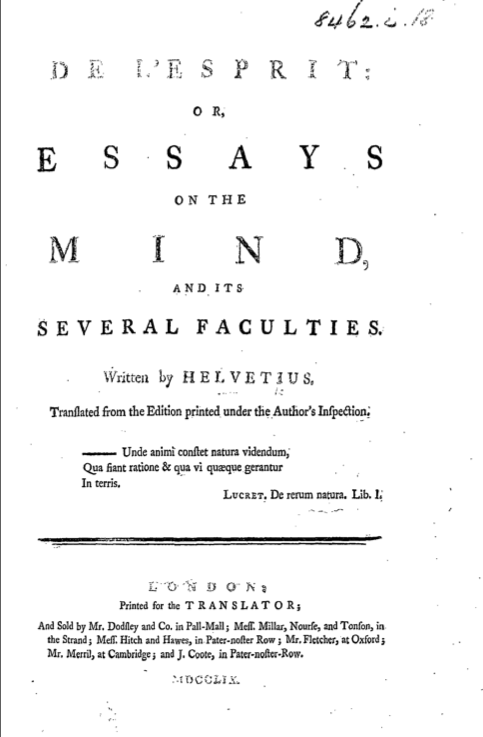
Portada de una traducción al inglés de 1759 de De l'Esprit.

Los estudios filosóficos de Helvétius terminaron con la producción de su famoso libro De l'esprit (Sobre la mente). Fue publicado por primera vez en 1758 y pretendía ser el rival de El espíritu de las leyes de Montesquieu, con Helvétius argumentando fuertemente en contra de la teoría de Montesquieu de que el clima influía en el carácter de las naciones.
La obra atrajo la atención inmediata y despertó la oposición más formidable, especialmente del delfín Luis, hijo del rey Luis XV. El Abogado General Joly de Fleury lo condenó en el Parlamento de París en enero de 1759. La Sorbona condenó el libro, mientras los sacerdotes persuadían a la corte de que estaba lleno de las doctrinas más peligrosas. El libro fue declarado herético, tan ateo que fue condenado por la Iglesia y el Estado y fue quemado. Helvétius, aterrorizado por la tormenta que había levantado, escribió tres retractaciones separadas y humillantes. A pesar de sus protestas de ortodoxia, el verdugo de París quemó públicamente el libro. 
Tuvo efectos negativos de largo alcance en el resto de los philosophes, en particular, Denis Diderot, y el gran trabajo que estaba haciendo en la Encyclopédie. Las autoridades religiosas, en particular los jesuitas y el nuevo Papa, comenzaron a temer la propagación del ateísmo y querían tomar medidas drásticas y rápidas contra el "pensamiento moderno". De l'esprit se convirtió casi en un chivo expiatorio de esto. 
Esta gran publicidad hizo que el libro fuera traducido a casi todos los idiomas de Europa. Voltaire dijo que le faltaba originalidad. Rousseau declaró que la misma benevolencia del autor desmentía sus principios. Grimm pensó que todas las ideas del libro fueron tomadas de Diderot. Madame du Deffand sintió que Helvétius había levantado tal tormenta al decir abiertamente lo que todos pensaban en secreto. Madame de Graffigny afirmó que todas las cosas buenas del libro habían sido recogidas en su propio salón. 

### Egoísmo psicológico
La filosofía de Helvétius pertenece a la escuela Egoísta:
1. Todas las facultades del hombre pueden reducirse a la sensación física, incluso la memoria, la comparación, el juicio. Nuestra única diferencia con los animales inferiores radica en nuestra organización externa.
2. El interés propio, fundado en el amor al placer y el miedo al dolor, es el único resorte del juicio, la acción y el afecto. Los seres humanos están motivados únicamente por la búsqueda del placer y la evitación del dolor. "Estos dos", dice, "son, y siempre serán, los únicos principios de acción en el hombre".  El autosacrificio es impulsado por el hecho de que la sensación de placer supera al dolor que la acompaña y, por lo tanto, es el resultado de un cálculo deliberado.
3. No tenemos libertad de elección entre el bien y el mal. No existe el derecho absoluto: las ideas de justicia e injusticia cambian según las costumbres.

Esta visión del hombre era en gran parte hobbesiana  : el hombre es un sistema controlable de manera determinista mediante una combinación adecuada de recompensa y castigo, y los fines del gobierno son asegurar la maximización del placer.

### Igualdad natural de las inteligencias
"Todos los hombres", sostenía Helvétius, "tienen igual disposición para la comprensión".  Como uno de los muchos discípulos lockeanos de la Ilustración francesa, consideraba la mente humana como una pizarra en blanco, pero libre no solo de ideas innatas sino también de disposiciones y propensiones naturales innatas. La constitución fisiológica era, a lo sumo, un factor periférico en el carácter o la capacidad de los hombres. Las aparentes desigualdades eran independientes de la organización natural y tenían su causa en el desigual deseo de instrucción. Este deseo brota de las pasiones, de las cuales todos los hombres comúnmente bien organizados son susceptibles en el mismo grado. Por lo tanto, le debemos todo a la educación. La ingeniería social es, por lo tanto, una empresa que no está restringida por las habilidades naturales de los hombres.
Esta igualdad natural se aplicaba a todos los hombres en todas las naciones y, por lo tanto, las diferencias en las características nacionales no eran el resultado de diferencias innatas entre las personas, sino un subproducto del sistema de educación y gobierno. "Ninguna nación", escribió Helvétius, "tiene motivos para considerarse superior a las demás en virtud de sus dotes innatas". 
Este aspecto radicalmente igualitario de la filosofía de Helvétius hizo que Diderot comentara que, si fuera cierto, De l'esprit bien podría haber sido escrito por el cuidador de perros de Helvétius.

### Omnipotencia de la educación
Dado que todos los hombres tienen el mismo potencial natural, argumentó Helvétius, todos tienen la misma capacidad de aprender. Por lo tanto, la educación es el método para reformar la sociedad, y existen pocos límites para las drásticas mejoras sociales que podría generar una distribución adecuada de la educación. Aunque la gente parece poseer ciertas cualidades en mayor abundancia que sus vecinos, la explicación de esto viene 'desde arriba': es causada por la educación, la ley y el gobierno. "Si nos reunimos comúnmente en Londres, con hombres sabios, que son mucho más difíciles de encontrar en Francia", es porque es un país donde "cada ciudadano tiene una participación en la gestión de los asuntos en general". "El arte de formar hombres", concluye, "está en todos los países [...] estrictamente relacionado con la forma de gobierno", y así la educación a través de la intervención gubernamental es el método de reforma. 
El quid de su pensamiento fue que la ética pública tiene una base utilitaria, e insistió fuertemente en la importancia de la cultura y la educación en el desarrollo nacional.  Su pensamiento puede describirse como asistemático. [¿por quién?]

### Influencia
Las ideas originales de su sistema son las de la igualdad natural de las inteligencias y la omnipotencia de la educación, ninguna de las cuales ganó aceptación general, aunque ambas fueron prominentes en el sistema de John Stuart Mill. Cesare Beccaria afirma que se inspiró en gran medida en Helvétius en su intento de modificar las leyes penales. Helvétius también ejerció cierta influencia sobre el utilitarista Jeremy Bentham.
Los aspectos materialistas de Helvétius, junto con Paul Henri Thiry d'Holbach, influyeron en Karl Marx, el teórico del materialismo histórico y el comunismo, quien estudió las ideas de Helvétius en París y luego llamó al materialismo de Helvétius y d'Holbach "el materialismo social". base del comunismo". 

### Crítica
Su filosofía fue severamente criticada por el sacerdote católico Vicente Martínez Colomer en su novela El impío por vanidad (1795) por el fuerte contenido heterodoxo que contenía.
El filósofo alemán Johann Georg Hamann se opuso enérgicamente a las doctrinas racionalistas de Helvétius.
El filósofo británico Isaiah Berlin enumeró a Helvétius, junto con Hegel, Fichte, Rousseau, Saint-Simon y Maistre como uno de los seis "enemigos de la libertad" que constituyeron la base ideológica del autoritarismo moderno, en su libro Freedom and Betrayal: Six Enemies of Human.

## Poesía
Sus ambiciones poéticas dieron como resultado el poema llamado Le Bonheur (publicado póstumamente, con un relato de la vida y obra de Helvétius, por Jean François de Saint-Lambert, 1773), en el que desarrolla la idea de que la verdadera felicidad sólo se encuentra haciendo el interés de una persona el de todos.

## Obras

### En francés
Sus Obras completas en siete volúmenes se imprimieron en 1774; en cinco volúmenes, en 1784; en catorce, en 1795 (republicadas en siete volúmenes en 1969 y años siguientes, con prefacio de Yvon Belaval).
- De l'Esprit (Del espíritu, 1758)
- De l'Homme, de ses facultés et de son éducation (Del hombre, de sus facultades y de su educación, publicado póstumamente en 1772)
- Le vrai sens du système de la Nature (El verdadero sentido del sistema de la naturaleza, 1774)
- Les progrès de la raison dans la recherche du vrai (Los progresos de la razón en la investigación de los verdadero, 1775).

### Traducciones
- Del espíritu. Madrid: Editora Nacional, 1984. 546 pp.
- Del espíritu. Pamplona: Laetoli, 2012. 562 pp.

## Eponimia
El asteroide (6972) Helvetius fue nombrado así en su memoria.

## Fuente
- José Ferrater Mora, Diccionario de filosofía. Barcelona: RBA, 2005, II.